# 廉塾
廉塾（れんじゅく）は、江戸時代備後国神辺（現・広島県福山市神辺町）に、菅茶山によって開かれた私塾を元に開校した備後福山藩の郷校。
安永4年（1775年）別の場所で私塾として開塾し天明5年（1785年）頃には「金粟園（きんぞくえん）」と呼ばれていた。寛政3年（1791年）あるいは寛政4年（1792年）頃塾生の増加に伴い現在地に移転、「黄葉夕陽村舎（こうようせきようそんしゃ）」あるいは「閭塾（りょじゅく）」と呼ばれた。寛政8年（1796年）福山藩の郷校となったことで「廉塾」あるいは正式名称「神辺学問所」と呼ばれるようになった。廃藩置県および学制施行に伴い明治5年（1872年）閉塾した。
廉塾という名は柴野栗山が学舎に名付けたものである。一般には「はじめは黄葉夕陽村舎といっていたが、のちに茶山は福山藩に願って郷校とし廉塾と称した」としている。その他、公式には神辺学問所と呼ばれたが一般には廉塾と称した、黄葉夕陽村舎と号し廉塾と称した、など。
当時の施設は現存しており、本居宣長宅跡とともに二大学舎とも言われ、江戸後期の教育環境を現在まで伝える国内唯一の施設である。「廉塾ならびに菅茶山旧宅」として昭和28年（1953年）国の特別史跡指定。2021年度から保存整備事業が始まっている。

## 沿革

### 背景

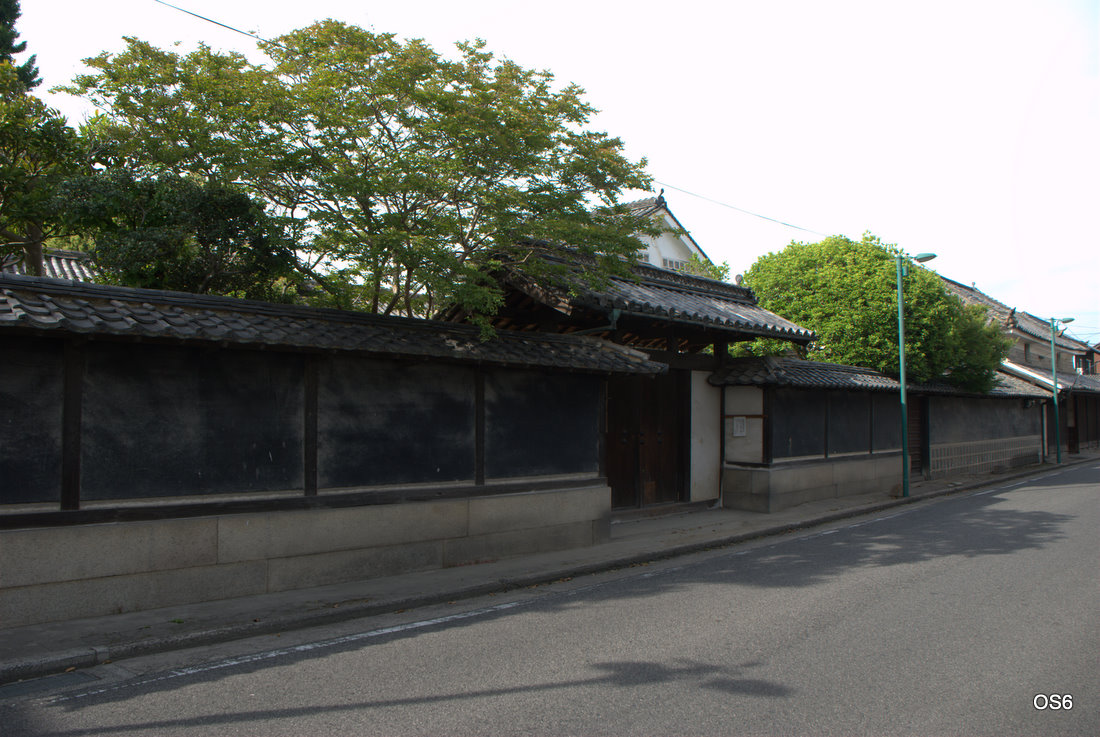
県重文「神辺本陣」県史跡「神辺本陣跡」。旧・西本陣にあたる。

廉塾のある神辺は、江戸時代福山藩領内にある近世山陽道（西国街道）の宿駅であった。茶山が廉塾で教えていた文化・文政・天保期の総人口は500軒ほどで、近世山陽道の宿駅としては人口は多い方であった。
宿駅には公家や幕府役人・諸大名の往来のため本陣・旅籠・茶屋・問屋場などの施設が置かれ、神辺宿では正式な脇本陣はなく“西本陣”“東本陣”と2つの本陣が設けられ、西本陣は尾道屋菅波家、東本陣はその分家にあたる本荘屋菅波家が営んでいた。菅茶山はこの菅波家一族にあたる。茶山の父は本荘屋を継いでいたが、家督を他に譲って別家し農業と酒造業を営んでいた。茶山の周辺には文芸や学問に対する造詣が深いものが父母含めて多く存在しており、茶山の思想形成に大きな影響を与えたと考えられている。
茶山は16歳である明和元年（1764年）初めて京都へ遊学し、18歳で家督を継ぐが里生（庄屋）としての仕事を厭い、学問を志しその後も遊学を繰り返した。茶山は最初に古文辞学、次に和田東郭から古医法、明和8年（1771年）頃那波師曾門下となり朱子学を学ぶ。
若年期の茶山がいた頃の神辺は、身分の階層分化によって遊民が増加し村が荒廃していった。そこで茶山は、当時の身分制的な社会秩序を回復し維持していくため、若い人たちに学問を教えようと考えた。

### 開塾
廉塾には授業の始業を告げた鐘が残っている。寄贈者は茶山最初の弟子である藤井暮庵の父親であり、銘には安永4年と刻まれている。暮庵は9歳のとき茶山に入門しており、その年は安永4年と一致する。そこから安永4年（1775年）が茶山が私塾で教育を始めた年であり、暮庵が師事したことを記念して鐘が贈られたと考えられている。
ただ最初の開塾時の名称は不明である。場所は東本陣近く、現在の廉塾から山陽道を挟んで南側に位置していたと推定されており、茶山の居宅を兼ねていたと考えられている。当初は10歳前後の村童を対象に素読を教える寺子屋のようなものだったと考えられている。
この私塾は10年後の天明5年（1785年）「金粟園寄宿、茶山先生ノ別塾ナリ」と文献に出てくる。金粟とはキンモクセイであり、私塾近くに樹木があったことから名づけられた。この頃になると、塾は門人たちへ講釈する場となり、居宅の一部を来訪者の宿所としその人物の講義が行われていた。
塾生が増え金粟園では手狭となったため北東に塾舎を建てることになり、その造成のため寛政2年（1790年）福山藩が丈量（測量）を行っている。つまり新塾舎のちの廉塾の建築は寛政2年あるいは寛政3年（1791年）と考えられている。

### 廉塾
新塾舎は「黄葉夕陽村舎」「閭塾」と名付けられた。黄葉山（神辺城がある山）の北側にある集落（黄葉夕陽村）の学舎という意味である。
塾の財務管理・運用に関する沿革をまとめた『神辺閭塾記録』の中に、茶山が福山藩に私塾の開設を願い出た文章があり、そこには「此度於私宅一箇月六度孝経講釈始申度奉願上候」「寛政三亥歳」と記されている部分がある。そこから寛政4年開塾とも考えられ、つまり現状の説では黄葉夕陽村舎の開塾は寛政3年あるいは寛政4年（1792年）と考えられている。
寛政4年茶山は福山藩から五人扶持を与えられる。頼山陽『茶山先生行状』によると、福山藩主阿部正倫が林大学頭（述斎）と詩を論じた時、当代一の詩人は備後の菅茶山であるという話になった。そこで正倫は役人に調べさせたところ、学業が優れていることから慌てて茶山を藩儒（藩主に仕える儒学者）として召し抱えようとしたが、茶山は病気を理由に断り、正倫はその代わりに五人扶持を与えた、という（この時、菅波から修姓して菅となる）。この時点で、茶山は詩人としても教育者としても高く評価されていたことになる。
寛政8年（1796年）ここは福山藩の郷校となった。茶山は、塾主である自身およびその後継者の生死によって塾の存在自体が危うくならないよう、私的な塾から公的な塾となることでこの塾を永続させようと、塾の建物と付属する田畑を福山藩に献上し郷校となった。ここから「廉塾」あるいは正式名称「神辺学問所」と呼ばれるようになった。廉塾という名は柴野栗山が学舎に名付けたものである。
享和元年（1801年）、正倫の意向により茶山は正式に藩儒となり、藩校弘道館で出講するようになる。
文化4年（1807年）神辺宿は大火に見舞われた。居宅兼私塾の金粟園も類焼している。廉塾を開塾した後も茶山はこの居宅から通っていたが、これを機に塾内に居住するようになる。
茶山が全国的に名が知られるようになったのは詩人としてである。文化9年（1812年）『黄葉夕陽村舎詩』を出版し当時ベストセラーとなった。近世山陽道の宿場・神辺宿にある廉塾に全国から多くの文人墨客が訪れるようになる。

## 構成

### 講師

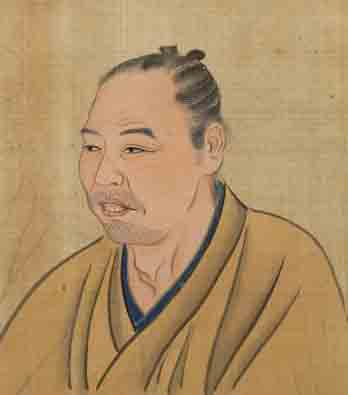
菅茶山

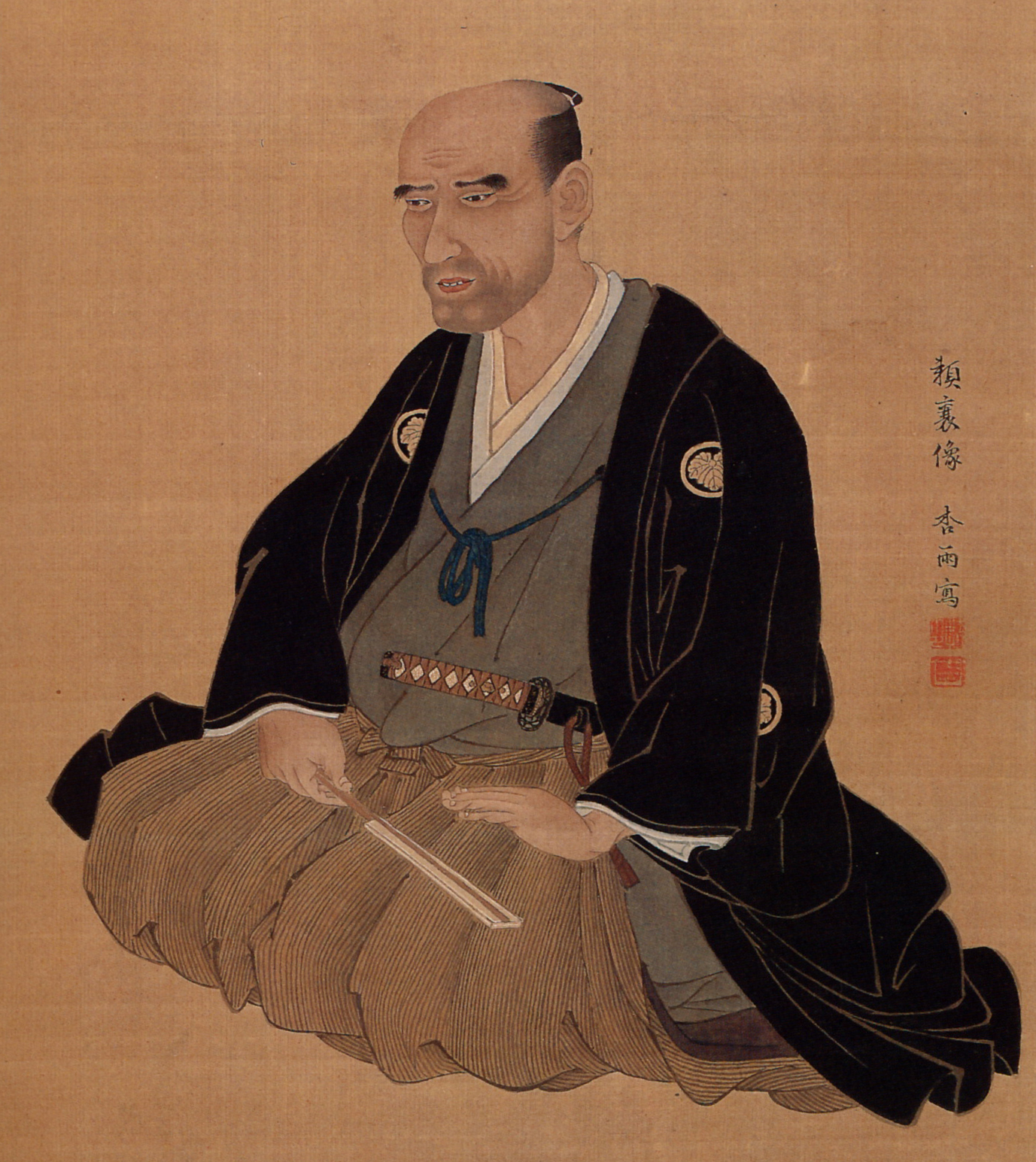
頼山陽

授業は講釈の形で行われた。講釈は塾主、そして都講（塾頭）という塾主を助けるものが担当した。
塾主
- 初代 : 菅晋帥（茶山）
  - 安永4年-（1775年-）金粟園[4][21]
  - 寛政3年あるいは寛政4年-（1791年・1792年-）黄葉夕陽村舎 [4][21]
  - 寛政8年-文政10年（1796年-1827年）廉塾 [4][21]
- 2代 : 菅惟縄（自牧斎） - 茶山の甥の万年の子。茶山の養子[22]。
  - 文政10年-万延元年（1827年-1860年）[4][21]
- 3代 : 菅晋賢 - 門田朴斎の五男。自牧斎の養子。
  - 万延元年-明治5年（1860年-1872年）[4]

都講
- 藤井暮庵（備後神辺）[19][23]
- 松下敬二（播磨）[23]
- 頼山陽（安芸）[24][23]
- 北条霞亭（伊勢）[19][23][25]
- 門田朴斎（備後法成寺）[25]
- 仲立大蔵（備後田島）[23]
- 高橋信蔵（讃岐）[23]

茶山は当時文化の中心であった京阪ではなく、地方である神辺で塾をすることにこだわった。地方に住み続けることで農村の荒廃や社会秩序の乱れを受け止め、それを学問によって是正しようとした。そして正しい学問を学ぶための教育とその施設が必要であると強く主張した。そうしたことから廉塾で最も重視したのは「行儀」であった。行儀については都講にも同様のことを求め、徳行の優れた人物を選ぶとしていた（出奔した頼山陽のような例もある）。
まず基本となる生活習慣を学ばせ、次に算術・手紙の書き方を学ばせ、その後から四書五経を教えた。そのほかに、詩文・歴史も教えていた。
塾生の年齢・習熟度・個性・興味に合わせた授業を目指していた。年少者の熟読の指導は都講が担当している。さらに基本的な生活態度や日頃の礼儀作法など様々な規約を設けた。以下礼儀の規約を現代語で列挙する。

### 塾生
| 暦     | 暦     | 入（人） | 退（人） |  | （茶山年齢） |
| ------ | ------ | -------- | -------- |  | ------------ |
| 文化8  | (1811) | 28       | 8        |  | 64           |
| 文化9  | (1812) | 25       | 15       |  | 65           |
| 文化10 | (1813) | 32       | 38       |  | 66           |
| 文化11 | (1814) | 12       | 18       |  | 67           |
| 文化12 | (1815) | 17       | 8        |  | 68           |
| 文化13 | (1816) | 22       | 15       |  | 69           |
| 文化14 | (1817) | 26       | 32       |  | 70           |
| 文政元 | (1818) | 28       | 42       |  | 71           |
| 文政2  | (1819) | 42       | 22       |  | 72           |
| 文政3  | (1820) | 15       | 15       |  | 73           |
| 文政4  | (1821) | 18       | 27       |  | 74           |
| 文政5  | (1822) | 24       | 21       |  | 75           |
| 文政6  | (1823) | 22       | 29       |  | 76           |
| 文政7  | (1824) | 15       | 13       |  | 77           |

廉塾は分け隔てなく塾生を受け入れた。学問のためのお金は必要なく、貧富や親疎で差別せず、どんな人でも学ぶ機会を与えた。塾生の身分は武士・医者・僧侶・町人・農民と幅広く、福山藩領内をはじめ中四国・九州・畿内・東北と全国各地から集まった。
寺子屋などで初歩学習を終えた10代20代の若者が多かった。これは年をとると仕事や家庭で暇がなくなるため、学問に集中できるのは若いうちに限る、と考えた茶山の意向による。
塾生は原則入寮制で月謝無料だったが、実費負担として年4両2分の飯料と若干の書物料を支払わなければならなかった。4両2分は当時の奉公人の年俸よりはるかに高い額になるため、払える塾生は比較的裕福な家庭の子であったと考えられている（江戸後期1両を現在の価格で4～6万円とすると4両2分は18万円～27万円）。ただし貧しく飯料が払えない者は塾の家事を手伝うことで学ぶことも出来た。廉塾の経営は、塾が所有する田畑からとれる作徳米から得られる収入で賄っていた。
多くが在塾2～3年で終え、郷里へ帰っていった。塾には常時20～30人ぐらい在籍していた。在塾経験者は2,000人～3,000人と推定されている。退塾後はほぼ家業を継ぐ者が多く、中には藩儒として身を立てたものがいた。
門下生には、竹田榛斎（福岡藩士）、落合双石（飫肥藩儒）、門田朴斎（福山藩儒）、明石退蔵（岡山藩医）、太田孟昌（福山藩士）、五十川蓑州（福山藩医）、鈴鹿秀満（天別豊姫神社神官）、道猷（正智院）、小早川文吾（備後・儒医）、華岡雲平（医師・華岡青洲の長男）、箱田良助（旗本榎本武規）、菅波信道（備後・尾道屋菅波家当主）、亀山士綱（備後・商人）、橋本竹下（備後・商人）、などがいる。

### 交友
茶山は若年期の京阪への遊学、後年に藩主正精の命で江戸へ赴いた時に、当地で多くの文人と交わった。茶山の名声と、近世山陽道の宿場・神辺宿に居を構えた塾ということから、廉塾には多くの文人墨客が訪れた。
その芳名録『菅家往問録』が残っている。主な来訪者は、頼春水（広島藩儒・頼山陽の父）、頼杏坪（広島藩儒）、中村圃公（岡山藩儒）、浦上玉堂（備中・画人）、亀井昭陽（福岡藩儒）、佐々木雲屋（高松・画人）、土屋壺関（会津藩士）、巨野泉祐（陸奥白河・画人）、樺島石梁（久留米藩教授）、古賀穀堂（佐賀藩儒）、田能村竹田（豊後・画人）、梁川星巌・紅蘭夫妻（美濃・詩人）、広瀬旭荘（豊後・儒者）、中島棕隠（京都・儒者）。また伊能忠敬が測量の旅の途中で同地を訪れている。
ただ茶山が没してからは著しく減っている。
| 茶山         | 茶山 | 茶山               | 茶山 |  | 自牧斎       | 自牧斎 | 自牧斎       | 自牧斎 |
| ------------ | ---- | ------------------ | ---- |  | ------------ | ------ | ------------ | ------ |
| 文化2(1805)  | 16   | 文化14(1817)       | 28   |  | 文政11(1828) | 3      | 天保11(1840) | 6      |
| 文化3(1806)  | 19   | 文化15 文政1(1818) | 25   |  | 文政12(1829) | 0      | 天保12(1841) | 9      |
| 文化4(1807)  | 12   | 文政2(1819)        | 35   |  | 天保1(1830)  | 0      | 天保13(1842) | 2      |
| 文化5(1808)  | 15   | 文政3(1820)        | 22   |  | 天保2(1831)  | 2      | 天保14(1843) | 1      |
| 文化6(1809)  | 18   | 文政4(1821)        | 20   |  | 天保3(1832)  | 4      | 弘化1(1844)  | 0      |
| 文化7(1810)  | 13   | 文政5(1822)        | 21   |  | 天保4(1833)  | 9      | 弘化2(1845)  | 0      |
| 文化8(1811)  | 24   | 文政6(1823)        | 15   |  | 天保5(1834)  | 4      | 弘化3(1846)  | 1      |
| 文化9(1812)  | 20   | 文政7(1824)        | 18   |  | 天保6(1835)  | 2      | 弘化4(1847)  | 3      |
| 文化10(1813) | 19   | 文政8(1825)        | 26   |  | 天保7(1836)  | 3      | 嘉永1(1848)  | 1      |
| 文化11(1814) | 5    | 文政9(1826)        | 26   |  | 天保8(1837)  | 0      | 嘉永2(1849)  | 2      |
| 文化12(1815) | 2    | 文政10(1827)       | 18   |  | 天保9(1838)  | 2      | 嘉永3(1850)  | 2      |
| 文化13(1816) | 21   |                    |      |  | 天保10(1839) | 2      | 嘉永4(1851)  | 0      |

## 施設
敷地表側は近世山陽道に面し、裏側は高屋川に接する。山陽道を挟んで真南側に茶山の実家であり安永4年頃茶山が最初に開いた居宅兼私塾「金粟園」があったと推定されている。金粟園の西側に東本陣本荘屋があった。
「廉塾ならびに菅茶山旧宅」は大きく分けると建築物・植栽・畑地からなる。表門、中門とくぐり、東西に伸びる水路を渡ると廉塾（塾舎）がある。この東西水路の北側が教育の場、南側が日常生活の場であった。
従来塾内の景観形成は茶山の影響が強いと言われていたが、二代目塾主の自牧斎も同じぐらいの年数で塾主をつとめていたことから、自牧斎も景観形成に影響を与えていると考えられている。閉塾後、昭和9年（1939年）史跡指定（旧法）後も手が加えられており、灰小屋・納屋等の一部施設がなくなり、植生も一部変わっているが、全体的にはほぼ当時の状況と同じである。また高屋川の堤防嵩上に伴い、北側の敷地は当時より削られている。
昭和28年（1953年）国の特別史跡指定。広島県内での特別史跡は、ここと厳島（宮島）の2箇所のみ。
現在の所有・管理は、敷地内を流れる用水路のみ福山市、他敷地建物すべて菅茶山の子孫一人の個人所有（民有地）となっている。開塾から200年以上もたち、施設は国庫補助事業や所有者負担（国庫補助事業に採択されない小修理）で修理をされてきたが、全体的に痛みが著しく抜本的な復旧整備が必要となった。そこで2017年福山市を中心に「特別史跡 廉塾ならびに菅茶山旧宅保存活用計画」を策定、2021年から修繕工事を始めている。

### 建築物
現存する主な建築物を北側から列挙する。
- 廉塾・付帯施設 : 敷地面積263.0m2、一部2階建、切妻造、桟瓦葺[4]。敷地北奥にある。
  - 塾舎は寛政2年（1790年）頃建てられた[20]。敷台より東側の3室20畳が講堂にあたり、襖を外して講釈に利用された[26]。敷台は享和元年（1801年）茶山が藩儒となったことで作られたと伝えられている[6]。講堂の北側は浴室・便所、西側は書見所が設けられている[26]。
  - かつて塾舎講堂西側（付帯施設の地）に、槐寮・南寮・敬寮と3棟あったとされる寮のうちの一つの槐寮（台所）があった[20][43][26]。文化4年（1807年）神辺宿大火で居宅兼私塾の金粟園が類焼した際、茶山は槐寮で生活していた[20][43][26]。2代目塾主の自牧斎時代に廉塾と接続され増築された[20][26]。
  - 二階は明治20年（1887年）頃の増築と考えられている[20]。
- 米蔵 : 61.4m2、2階建、切妻造、本瓦葺[4]。廉塾付帯施設の西隣にある。
- 米搗小屋・物置・便所 : 36.4m2、平屋建、切妻造、桟瓦葺[4]。米蔵の西隣にある。米搗小屋は弘化4年（1847年）頃改築と推定される[20]。
- 茶山旧宅 : 276.1m2、2階建、切妻造、桟瓦葺[4]。東西方向に伸びる用水路の南側に位置する。
  - 廉塾（塾舎）の後に建てられたもので晩年の茶山が住み、2代目塾主の自牧斎、3代目の晋賢が住んだ旧宅[26]。茶山時代、江戸末期の自牧斎時代、明治20年晋賢時代に増築されている[20]。
  - 塾として機能していた時代のものは、6畳2間・納戸と2階の10畳（板間）・玄関・玄関土間・書斎になる[20]。
- 築山 :
- 祠堂 : 27.5m2、平屋建、切妻造、桟瓦葺[4]。旧宅の南西側にある。弘化4年（1847年）頃建築と推定される[43]。浴室・茶室・位牌室からなり、茶山の父母である樗平・半、茶山、そしてその一族の位牌が安置されている[43]。
- 客門 : 板塀に囲まれた中庭への入口。祠堂と平行に位置する[43]。大正12年（1923年）菅禮太郎が従四位叙勲を受けた時、奉幣使を迎えるために板塀とともに建てられた[43]。
- 寮舎 : 48.5m2、平屋建、切妻造、桟瓦葺[4]。旧宅の東側にある。槐寮・南寮・敬寮と3棟あったとされる寮のうち南寮にあたり、塾生が生活する場であった[44][43][26]。かつては中門の真東側にあったが、弘化4年以降にそれより南側の現在地に改築されたと推定される[44]。
- 中門 : 旧宅と寮舎の間にある。中門の北側の用水路の位置に元々は石橋があり、そこを進むと塾舎の潜り戸があり、そこから塾生が入っていたと伝えられている[44]。現在石橋がそれより東側にあるのは、茶山が福山藩儒となり講堂に敷台が設けられたことで石橋を移設したと考えられている[44]。
- 米蔵・納屋・馬小屋・物置 : 64.0m2、平屋建、切妻造、桟瓦葺[4]。敷地最西端にある。弘化3年（1846年）頃増築されたものと考えられている[44]。
- 書庫 : 24.8 m2、平屋建、切妻造、本瓦葺[4]。米蔵・納屋・馬小屋・物置の南側にある。文政10年（1827年）頃の建築と考えられている[44]。
- 養魚池 : 中庭の南側にある。文政8年（1825年）末の酉年に現在地へ移されたと考えられており、掘削残土は中庭の築山に利用したと伝えられる[43]。来客用食材として鯉などの淡水魚が飼われていた[43]。それに加えて文化4年神辺宿大火の教訓として防火用水池としての機能を持ち合わせていた[43]。
- 標識・説明板 : 1950年文部省および県教育委員会から許可を受けて設置した[45]。
- 表門 : 平屋建、切妻造、桟瓦葺[4]。元々はより西側にあり、現在のものは文政10年（1827年）頃の建築と考えられている[44]。

現状一番古い建物は、廉塾講堂および台所、米蔵、米搗小屋・物置・便所、茶山旧宅の一部になる。

### 畑地・水路
南には菜園が広がっている。面積は、東側が564.03 m2、中央が249.90 m2 。当時とれた野菜は塾生の食卓に出された。東側の畑地にはかつて長屋と貸家があった。

水路は高屋川から水を引き敷地内の北東で東西方向と南北方向に分かれ、東西水路は廉塾と旧宅・寮舎を分け、南北水路は敷地東端を流れる。東西水路は天和3年（1683年）の絵図に現状と同じように描かれており、廉塾ができる前からあった。南北水路も同じ絵図に描かれているが、流路は違い現在の敷地を斜めに走っている。南の川北村、西の川南村への農業用水として利用されていた。廉塾を建てた際、その前の水路に石段が築かれた。茶山『黄葉夕陽村舎詩』の中で、
とあるがそれがこの石段の情景である。文政7年（1824年）時点で南北水路はほぼ現状と同じ流路になる。

### 植栽
敷地北側は建築物を取り囲み、覆うように高木が存在する。逆に敷地南側は畑地があることからオープンな空間となる。
南側山陽道に接する付近にクスノキの大木が3本あり、一種のランドマーク的な役割を担っている。
塾舎の北東側、水路より北側は竹林が広がる。その水路より南側の三角地は、かつて菅茶山が医師をしていた時の薬園跡と伝えられている。現在敷地内にあるエンジュ・クチナシ・イボタノキは薬用に植えられたものである。現在はなくなっているが、モモ・ナツミカン・ザクロ・ユズ・アオギリ・マツなども植えられていた。
養魚池の周囲にはかつて5本のヤナギが植えられていた。これは茶山が陶淵明の故事に倣い、五柳先生と自称したことによる。昭和9年（1934年）史跡指定時点で1本のみ残り、現在は池の周りには1本も残っていない（ヤナギは寮舎北側の緑地に1本ある）。
廉塾敷地の旧山陽道を挟んで南西側にかつて金粟園があったとされ、そばにキンモクセイがあったと伝わるが、現存していない。廉塾・付属施設の南側と茶山旧宅の庭に2本のキンモクセイが植えられている。
敷地内にはいつ頃植えられたかわからない品種不明のバラがある。これを地元住民が「廉塾バラ」と名付け、普及に努めている。

## 交通
- 井笠バスカンパニー福山～井原線「神辺高校前」バス停下車、徒歩4分[8]
- JR福塩線「神辺駅」下車、徒歩15分[41]

道路を挟んで向かい側に観光ボランティアガイド詰所があり、毎週土日祝日の午前10時-午後4時の間はガイドが常駐している。
茶山に関する展示施設はこことは別に菅茶山記念館や広島県立歴史博物館がある。

## 参考資料
- 『菅茶山の世界 黄葉夕陽文庫から』菅茶山関係書籍発刊委員会2009年
- 廉塾ならびに菅茶山旧宅 - 文化遺産オンライン（文化庁）
- 福山市教育委員会『特別史跡 廉塾ならびに菅茶山旧宅 保存活用計画』（PDF）（レポート）2017年3月。2022年12月21日閲覧。
- 神辺宿文化研究会『菅茶山と廉塾』（PDF）（レポート）神辺学区まちづくり推進委員会、2017年10月30日。2023年1月11日閲覧。